# Профета, Никола
Нико́ла Профе́та Кабра́лес (исп. Nicola Profeta Cabrales; род. 27 февраля 2006, Ансоатеги) — венесуэльский футболист, полузащитник клуба «Сантос» и сборной Венесуэлы.

## Клубная карьера
Профета — воспитанник клубов «Сентро Гальего», «Гаротос де Мельо», «Сьюдад Винотинто» и колумбийского «Депортиво Кали». 30 ноября 2023 года в матче против «Депортес Толима» он дебютировал в Кубке Мустанга. В 2024 году игрок подписал контракт с бразильским «Сантосом», где начал выступать за молодёжную команду.

## Международная карьера
В 2023 году Профета в составе юношеской сборной Колумбии принял участие в юношеском чемпионате Южной Америки в Эквадоре. На турнире он сыграл в матчах против сборных Уругвая, Бразилии, Чили и Эквадора.
В том же году Профета в составе юношеской сборной Венесуэлы принял участие в юношеском чемпионате мира в Индонезии. На турнире он сыграл в матчах против сборных Новой Зеландии, Мексики, Германии и Аргентины. В поединке против мексиканцев Никола забил свой гол.
11 декабря 2023 года в товарищеском матче против сборной Колумбии Профета дебютировал за сборную Венесуэлы.
В 2025 году Профета в составе молодёжной сборной Венесуэлы принял участие в молодёжном чемпионате Южной Америки в Венесуэле. На турнире он сыграл в матчах против сборных Чили, Перу, Парагвая и Уругвая.